# Fresnillo (Mexique)
Ne doit pas être confondu avec Fresnillo ou Fresnillo de las Dueñas.
Fresnillo est une ville du Mexique dans l'état de Zacatecas.

## Géographie
Elle est située à environ 52 km au nord-nord-ouest de Zacatecas.

## Personnalités liées
- Les membres du groupe Enjambre sont originaires de cette ville